# ناحیه بنی مطر
ناحیهٔ بنی مطر (به عربی: بنی مطر) یک ناحیه در یمن است که در استان صنعا واقع شده‌است. ناحیهٔ بنی مطر ۱۰۰٬۰۱۲ نفر جمعیت دارد.